# Substantivering
Substantivering of nominalisatie is het veranderen in een zelfstandig naamwoord van een woord dat van zichzelf tot een andere klasse behoort. In theorie is dit met alle woordsoorten mogelijk.
Bijvoorbeeld:
- Een interessant gesprek — het interessante van het gesprek

- Zij verlaten de zaal — hun verlaten van de zaal

Een substantief dat het resultaat is van een substantivering is in het Nederlands steeds onzijdig en normaal gesproken niet verplicht. Er bestaan echter talen waar dergelijke substantiveringen de gebruikelijke wijze zijn om een actie uit te drukken, bijvoorbeeld Schots-Gaelisch:
- Bha iad ag èisteachd — zij waren aan het luisteren

(èisteachd is tevens vrouwelijk, daar deze taal geen onzijdig geslacht kent.)

## Discussie over het gebruik van nominalisaties
Onder stilistici heerst onenigheid over wat men precies met nominalisaties aan moet. De heersende mening is dat nominalisaties tot formeel, actieloos, onduidelijk en vaag taalgebruik leiden. Sommigen, zoals stilisticus Ron van Hogen, vinden echter dat nominalisaties, mits afgewisseld met werkwoordconstructies (liefst in de tweede persoon), voor beweging in een tekst kunnen zorgen. Ook is de combinatie nominalisatie - werkwoord uitermate geschikt om verschillen tussen algemene/abstracte en concrete zaken te benadrukken, zo zegt Van Hogen.